# Myrmelastes caurensis
A Myrmelastes caurensis a madarak osztályának verébalakúak (Passeriformes) rendjébe és a hangyászmadárfélék (Thamnophilidae) családjába tartozó faj.

## Rendszerezése
A fajt Carl Eduard Hellmayr osztrák ornitológus írta le 1906-ban, a Sclateria nembe Sclateria schistacea caurensis néven. Besorolása vitatott, egyes szervezetek a Schistocichla nembe helyezik Schistocichla caurensis néven.

## Alfajai
- Myrmelastes caurensis australis Zimmer & Phelps, 1947
- Myrmelastes caurensis caurensis (Hellmayr, 1906)

## Előfordulása
Brazília és Venezuela területén honos. Természetes élőhelyei a szubtrópusi vagy trópusi síkvidéki és hegyi esőerdők. Állandó, nem vonuló faj.

## Természetvédelmi helyzete
Elterjedési területe nagyon nagy, egyedszáma ugyan csökken, de még nem éri el a kritikus szintet. A Természetvédelmi Világszövetség Vörös listáján nem fenyegetett fajként szerepel.